# 朱統𨰥
朱統𨰥（1605年4月10日—1664年7月17日），號公超，明朝宗室、南明政治人物。

## 生平
朱統𨰥是建安簡定王朱覲鋉的後裔，獲封鎮國中尉，弘光帝即位後獲選恩貢到吏部候考。馬士英、阮大鋮陰謀驅逐姜曰廣、劉宗周，知道朱統𨰥為人無賴，阮大鋮就寫下奏疏，讓他呈上；奏疏中指出姜曰廣有異心，牽連史可法、張慎言、呂大器。上奏後，高弘圖票擬追究朱統𨰥，弘光帝坐在內殿，召來輔臣，大聲說：「統𨰥，宗室，為何上奏如此嚴重的指控？」兩天後，他彈劾姜曰廣五大罪：
1. 任用東林黨的鄭三俊、吳甡等人，把持朝政，以劉士禎為通政使，阻遏章奏，以王重為文選，扶植私人
2. 命令楊廷麟放走獄中的凶悍盜賊，聯同江河大俠與水陸奸官窺視南京，陰謀遷都或另立新君
3. 包庇曾投靠李自成的臣子
4. 收受賄賂
5. 姑息養奸

請求處置他和劉士禎、王重、楊廷麟、劉宗周、陳必謙、周鑣、雷縯祚等人。朝廷百官對此大吃一驚。劉士禎、袁彭年彈劾朱統𨰥誣陷大臣，弘光帝不聽。之後姜曰廣、劉宗周被罷官，他獲任命為行人，卻感到不悅，對人說：「需還我左都御史的官職。」很快他攻擊時任御史的周燦，但弘光帝不追究，也厭惡他的行為。又有說法指朱統𨰥疏劾姜曰廣後，阮大鋮意猶未盡，再找來朱統鐶彈劾其他人，之後的事並非朱統𨰥所為。隆武帝繼位，削除他的宗籍，後事不詳。

## 家庭
- 高祖父建安莊順王朱宸潚[4]
- 曾祖父鎮國將軍朱拱𭬎[4]
- 祖父輔國將軍朱多熒[4]
- 父親奉國將軍朱謀垔[4]
- 妻子恭人許氏（1607年11月19日－1670年5月17日）[1]
- 兒子朱議浜[1]

## 引用
1. 1 2 3  民國《盱眙朱氏八支宗譜》·卷五：謀垔幼子 統𨰥 號公超，封鎮國中尉。明萬厯三十三年乙巳二月廿四日丑時生，清康熙三年甲辰六月廿五日□時卒，享壽六十；恭人氏許，明萬厯三十五年丁未十月初二日辰時生，清康熙九年庚戌三月廿九日巳時卒，享壽六十四，合葬桃花鄉。子一：議浜。
2. 1 2  錢海岳《南明史·卷二十七·列傳第三》：統𨰥，建安鎮國中尉。安宗立，以恩貢謁吏部候考。馬士英、阮大鋮謀逐姜曰廣、劉宗周，知統𨰥無賴，大鋮自為疏，使上之。疏言曰廣定策時有異志，詞及史可法、張慎言、呂大器。疏入，高弘圖票擬究治，上坐內殿，召輔臣入，厲聲曰：「統𨰥，天潢，何重擬也？」踰二日，統𨰥復疏劾曰廣五大罪：一、引用東林死黨鄭三俊、吳甡等，把持朝政，以劉士禎為通政，沮遏章奏，以王重為文選，廣植私人；二、令楊廷麟出劇盜於獄，交聯江河大俠與水陸奸弁，日窺南京聲息，非謀劫遷，則謀別戴；三、庇從賊諸臣；四、納賄；五、奸媳。請并士禎、重、廷麟、宗周、陳必謙、周鑣、雷縯祚俱置之理。舉朝大駭。
3. ↑  錢海岳《南明史·卷二十七·列傳第三》：士禎、袁彭年劾統𨰥誣詆大臣，不聽。曰廣、宗周既去位，以統𨰥為行人。統𨰥不悅，語人曰：「須還我總憲。」尋訐御史周燦，命不究，蓋上亦厭薄之。或曰統𨰥既劾曰廣，大鋮意不厭，復募統鐶為之，再疏劾者，非統𨰥也。紹宗立，削籍。終事不詳。
4. 1 2 3 4  民國《盱眙朱氏八支宗譜》·卷二